# Victor Mirshauswka
Victor Mirshauswka, né le 27 avril 1941, à Brest, dans la République socialiste soviétique de Biélorussie, est un ancien joueur brésilien de basket-ball. 

## Biographie
Victor a commencé sa carrière de basket-ball à l'âge de 14 ans, alors qu'il jouait pour le Tietê Regattas Club. Même en tant qu'athlète professionnel, il a réussi à réconcilier le collège d'ingénieurs où il a obtenu son diplôme de la Mackenzie Presbyterian University en 1964. [1] [2]
Il faisait partie de l'équipe qui a participé au Championnat du monde 1963, où il a disputé six matches et totalisé 90 points, permettant ainsi au Brésil de remporter le titre. Également en 1963, il remporta la médaille d'argent aux Jeux panaméricains de São Paulo et fut champion à l'Universiade de Porto Alegre. L'année suivante a intégré l'équipe olympique pour les Jeux de 1964, qui a obtenu la médaille de bronze.
Mirshawka a fait toute sa carrière dans les clubs de São Paulo, où il a défendu les équipes de Tietê, Palmeiras, Sírio (champion brésilien en 1972), Corinthians et Monte Lebanon, dans ce dernier où il a mis fin à sa carrière en 1981. [3]
Maîtrise en statistiques appliquées de l'Université de São Paulo, Mirshawka a travaillé dans plusieurs établissements d'enseignement supérieur. À la Fondation, Armando Álvares Penteado (FAAP) a travaillé pendant plus de 40 ans, où il a occupé plusieurs postes de direction, de directeur de la faculté d'ingénierie jusqu'au directeur culturel de la Fondation. Il est l'auteur de plusieurs ouvrages: Qualité de la créativité (volumes 1 et 2), Qualité avec humour (volumes 1, 2 et 3), Gestion créative, L'entrepreneuriat est la solution, Le boom de l'éducation et La roue de l'amélioration. Et rédacteur en chef de Revista Criática, le premier journal national à parler de l'économie créative.

## Palmarès
- 3e des Jeux olympiques 1964
- Champion du monde 1963
- Finaliste des Jeux panaméricains de 1963
- Finaliste des Jeux panaméricains de 1967